# Blue (grup de música)
Blue és un grup de música britànic format per Lee Ryan, Duncan James, Antony Costa i Simon Webbe. Van representar el Regne Unit al Festival de la Cançó d'Eurovisió de 2011.

## Carrera
El grup va sorgir a finals del 2000 amb l'àlbum All Rise (tots amunt) que va donar nom al primer single dels Blue. Aquest primer single va entrar directament al quart lloc de la llista dels més venuts del Regne Unit (més de 200.000 còpies) i va quedar-s'hi durant 5 setmanes, en les quals va arribar fins al número 1. Els dos altres singles que es van desprendre del disc, "Too Close" ("Massa a prop") i "If You Come Back" ("Si tornes"), van donar l'èxit internacional que buscava el grup de joves. En efecte, poc temps després Blue conquistaven el món amb All Rise.
Durant aquest temps varen ser molts els premis que van rebre pel seu treball discogràfic. Entre tots hi destaquen els següents:
- Brit Awards 2002 "Best Newcorner"
- Smash Hits Awards "Best Single"
- Capital FM Awards "Best Newcorner" i "Best Pop Act"

Al mes de novembre de 2002, i gràcies a l'èxit del primer àlbum, Blue decidia llençar un nou treball que s'anomenaria One Love (Un amor). L'àlbum va triplicar l'èxit del primer, arribant a vendre les primeres setmanes més d'1,3 milions de còpies al Regne Unit, seguit de més de 2,7 milions al món sencer. El primer single del segon treball discogràfic, "One Love", va acabar un cop més liderant la llista dels Tops mundials fins a consagrar-se com a cançó més emesa per la ràdio. Tot seguit va arribar el segon single, "Sorry Seems to Be the Hardest Word" ("Perdó sembla la paraula més difícil"), un duet que els Blue van dur a terme amb el cantant Elton John. El single va aconseguir desbancar un nombre interminable d'artistes de moda del moment.
One Love aquell any va aplegar diferents premis:
- Top of the Pops "Best Pop Act"
- Awards 2002 "Best UK Band"
- Smash Hits Awards 2002 "Best Live Act"
- MTV Japó "Favourite Group" "Best Pop Video"
- MTV Àsia "Best International Group"

L'èxit del grup va fer que els sol·licitessin per fer una actuació el mes de febrer de 2003 als premis Riders dels Brit Awards, que va acabar per atorgar-los més premis. Després de col·lectar encara més èxits durant els seus interminables viatges i gires per tot Europa, Amèrica i l'Extrem Orient, Blue va treure el seu tercer àlbum Guilty (“culpable” en català). Guilty va ser llançat l'any 2003, però no va arribar a atendre l'èxit dels dos primers àlbums (1 milió a Anglaterra). Tot i això seguien liderant les vendes de CD al món sencer. Els següents singles varen incentivar el grup a fer més gires. "Signed, Sealed, Delivered; I'm Yours" ("signat, segellat, enviat; sóc teu"), un altre dels singles sorgits de Guilty, va tenir fins i tot la col·laboració d'Stevie Wonder i Angie Stone arribant al número u. El grup va ser homenatjat, fins i tot, en la pel·lícula Amor aquell mateix any. L'any 2004 publicaren el primer CD compilació, Best of Blue, amb dos singles exclusius com a extres, "Curtain Falls" ("Es tanca el teló") i "Get Down On It" ("Baixar-s'hi"), que una vegada més van acabar al cim de les llistes dels més venuts. El grup va llançar la segona compilació, 4Ever Blue, i també va reeditar el single "Bubblin" ("bombollejant" en català) a França, en duet amb el grup de pop Linkup (guanyadors de la tercera edició Popstars França que en aquell moment també s'acomiadaven del seu públic).

## Després de la separació
El 2006, Duncan James treu al mercat el seu primer àlbum en solitari, que no arriba al mateix èxit que va tenir amb Blue. Lee, per la seva banda, i després d'un seguit d'escàndols afegits als que va protagonitzar amb Blue, va ingressar en una clínica per desintoxicar-se i, com la resta dels membres de Blue, va publicar un àlbum en solitari. Finalment el grup va tornar a unir-se l'any 2010 per representar el seu país al Festival d'Eurovisió, amb nou àlbum i nou single del qual fins i tot varen fer-ne publicitat a "Attitue", una revista de temàtica gai britànica molt coneguda.

## Carreres musicals en solitari
Els quatre components han tret al mercat diferents singles i discs en solitari.
Duncan James: Va ser el primer membre a treure un single, amb la cantant anglesa Keedie, titulat "I Believe My Heart" ("Crec el meu cor"), publicat a finals de 2004 al Regne Unit. El 12 de juny de 2006, va publicar el seu primer àlbum debut titulat Future Past (Futur passat). El single va ser "Sooner Or Later" ("Abans o després"). El segon single de l'àlbum, degut a no haver arribat a l'èxit esperat, "Can't Stop A River" ("No pots aturar un riu"), només va ser distribuït al Regne Unit i a Irlanda. Duncan va ser acomiadat d'EMI a finals de 2006. Mesos després fa la seva aparició en els mitjans de comunicació britànics com a presentador de televisió.
Lee Ryan: Va publicar l'1 d'agost de 2005 el seu àlbum debut, Lee Ryan, i un mes abans el seu primer single en solitari, titulat "Army Of Lovers" ("Exèrcit d'amants"). El segon i tercer singles van ser "Turn Your Car Around" ("Dona la volta al cotxe") i "When I Think Of You" ("Quan penso en tu"). El quart single, "Real Love" ("Amor real"), va acabar sent banda sonora de la pel·lícula d'animació "Ice Age 2: El desglaç".
Simon Webbe: Va publicar el 22 d'agost de 2005 el seu single debut titulat "Lay Your Hands" ("Posa les mans"), una balada música pop / Rhythm and blues. El segon single va ser "No Worries" ("Sense preocupacions"). El disc va ser publicat el 14 de novembre de 2005 al Regne Unit i, un dia després, a tot el món. El tercer single i l'últim va ser "After All This Time" ("Després de tot aquest temps"). El 13 de novembre de 2006 sortiria Grace, el seu segon treball en solitari (el primer single en va ser "Coming Around Again", en català "Tornar a venir"). El segon single, "My Soul Pleads For You" ("La meva ànima advoca per tu"), va ser un fracàs a les llistes. "Seventeen" ("Disset") i "Ride The Storm/Grace" ("Cavalca la tempesta/Grace") varen ser els següents singles, que també van acumular fracassos per al cantant i per a EMI.
Antony Costa va publicar el 6 de febrer de 2006 el seu primer single en solitari, titulat "Do You Ever Think Of Me?" ("Penses mai en mi?"). L'àlbum debut, Heart Full Of Soul (Cor ple d'ànima), va ser publicat per la discogràfica independent Globe Records UK el 3 de juliol de 2006. Antony va decidir deixar la discogràfica i continuar la carrera en solitari. Va ser triat a principis de 2006 per actuar al musical Blood Brothers (Germans de sang). Endemés, va aconseguir un paper al musical de Boogie Nights. A principis de 2007 va aconseguir un contracte discogràfic amb la multinacional Polydor. El disc Heart Full Of Soul va ser reeditat i publicat al Japó i a la Xina el 2 d'abril de 2007.

## The Platinum Collection
El 2006, la companyia discogràfica de Blue, Innocent/Virgin Records, va decidir publicar un triple CD (quàdruple CD al Regne Unit) en què es compilaven les millors cançons del grup, endemés d'un DVD del concert dels Blue a Wembley Stadium, Londres. El primer single de la compilació va ser "Only Words I Know" ("Les úniques paraules que conec"), tema ja publicat amb anterioritat a Itàlia. El segon single publicat va ser "Made For Lovin' You" ("Fet per estimar-te"), una balada-pop.

## The Ultimate Collection
És el nom d'una darrera compilació d'alguns dels èxits del grup que incloïa temes dels tres àlbums.
Cançons del disc:
1. All Rise
2. Too Close
3. Fly By II
4. This Temptation
5. One Love
6. Get Down
7. Taste It
8. Bubblin'
9. Like A Friend
10. When Summer's Gone
11. Breathe Easy [Love 4 Music Remix] con Jamie Summaz
12. U Make Me Wanna (Urban North Edit)

## Retorn
Atès que Blue tenia com a compromís (amb la seva companyia Virgin) la publicació de tres àlbum més, el grup va tornar a unir-se al mes d'abril del 2009. Però només van actuar en diversos concerts. En una entrevista a la BBC Ràdio 1, al gener del 2010, Duncan James va declarar que havien trobat un estudi de gravació a Nova York a principis del 2009 on hi estaven preparant el nou CD, que comptaria amb la col·laboració de Jay-Z i Ne-Yo. Això volia dir, segons el cantant, que el nou material tindria nou so, totalment diferent al que s'havia escoltat fins llavors. Finalment al mes de juny del 2010 Lee Ryan publica al seu twitter que ha escrit 4 cançons del nou àlbum i que el grup ja havia començat a enregistra l'àlbum.

### Festival de la Cançó d'Eurovisió 2011
El 29 de gener de 2011, s'anuncia la tornada de Blue com a representants del Regne Unit al Festival de la Cançó d'Eurovisió 2011, amb el tema "I Can" ("Jo puc"). El certamen va celebrar-se al mes de maig a la ciutat alemanya de Düsseldorf, d'on van partir com a preferits. Blue va quedar 11è amb 100 punts.

### Nou àlbum abril 2012
Aquest nou àlbum parteix de la separació del grup a mitjans de 2005 i de les seves carreres en solitari, que no van tenir un èxit tan gran com amb Blue. Comencaren a gravar durant el 2010 i sortiren a Internet tres possibles cançons noves per a l'àlbum: "Between you and me" ("Entre tu i jo"), "Whisper" ("Xiuxiueig") i "Don't worry about it" ("No te'n preocupis"). També afirmaren que havien gravat amb Bruno Mars i Ne-Yo. Van aturar la seva producció a finals de 2010, ja que van ser escollits el 29 de gener de 2011 per participar en el festival d'Eurovisió que se celebrava a Alemanya. Amb el single "I Can", Blue va acabar en 11a posició.
Blue va confirmar que havien acabat de gravar el disc el dia 24 d'agost de 2011 i Duncan James assegurà que l'àlbum sortiria en breu, que faltava fer els últims retocs de so. No hi havia singles disponibles, però s'esperava que llancessin el single a l'octubre i l'àlbum al desembre. Amb la cançó publicada a Eurovisió, Blue inclouria "I Can" al nou disc i, les cançons publicades el 2010 ("Between you and me", "Whisper" i "Don't worry about it") no serien incloses, assegurava un productor del grup. Simon Webbe assegurà que el disc trencaria en vendes quan aquest fos posat a la venda. Comptaven amb el productor RedOne, també productor de Lady Gaga i de Jennifer López, en el seu senzill "On the floor" ("Al terra"). S'esperava que Blue llancés aquest nou àlbum abans de Nadal. El grup va publicar el seu primer àlbum el novembre de 2001, per aquest motiu van decidir retornar per fer el seu quart àlbum d'estudi i així poder celebrar el desè aniversari de la fundació de la banda.
El dia 26 d'agost de 2011, uns quants rumor afirmaven que l'àlbum seria posat a la venda a finals de desembre del mateix any. L'àlbum, que estava previst per setembre, s'endarrerí fins al desembre. El dia 1 de setembre aparegueren nous rumors sobre la sortida a la venda d'aquest nou àlbum, si bé afirmaven que desmentien el rumor que l'àlbum seria posat a la venda al desembre, i recolzaven el que va dir Duncan James: "l'àlbum sortirà al setembre". Es va confirmar que hi hauria una cançó a l'àlbum titulada "Black & Blue" ("Negre i Blau"), escrita per Bruno Mars l'estiu de 2010. Rumors afirmaven que l'àlbum portaria el títol de I can. Van posar una data concreta pel disc, que seria entre setembre i gener de 2012, a tot tardar. Faltaven per confirmar les dates pels nois de Blue. A la pàgina oficial de Facebook d'Antony Costa es confirmava que els nois es trobaven el dia 1 de setembre gravant el videoclip del que semblava ser una de les noves cançons del disc que pretenien treure a orelles del públic a finals de mes. L'equip de Lee Ryan de UK va confirmar via Twitter el dia 2 de setembre que l'àlbum sortiria a la venda el següent mes d'octubre. Simon Webbe reconeixia que esperaven que l'àlbum estigués enllestit per finals de novembre. L'àlbum sortiria el dia 26 de novembre de 2011. El dia 20 d'octubre, noves fonts indicaven que l'àlbum sortiria a l'abril de l'any següent. El primer single d'aquest nou àlbum rebia el nom de "Champagne City" ("Ciutat del Xampany") i va sortir el gener de 2012.

## Discografia

### Àlbums
| Any  | Àlbum                      | Discogràfica      |
| ---- | -------------------------- | ----------------- |
| 2001 | "All Rise"                 | EMI               |
| 2002 | "One Love"                 | EMI               |
| 2003 | "Guilty"                   | EMI               |
| 2003 | "Guilty (edició especial)" | EMI               |
| 2004 | "Best Of Blue"             | EMI               |
| 2005 | "4Ever Blue (Itàlia)"      | EMI Italy         |
| 2006 | "The Platinum Collection"  | EMI               |
| 2007 | "Blue - The Collection"    | EMI Gold          |
| 2012 | "Ultimate Blue"            | Music Club Deluxe |
| 2013 | "Roulette"                 | Universal Records |

### Singles
| Any  | Títol                                                     | Àlbum                   |
| ---- | --------------------------------------------------------- | ----------------------- |
| 2001 | "All Rise"                                                | All Rise                |
| 2001 | "Too Close"                                               | All Rise                |
| 2001 | "If You Come Back"                                        | All Rise                |
| 2002 | "Fly By II"                                               | All Rise                |
| 2002 | "One Love"                                                | One Love                |
| 2002 | "Sorry Seems..."                                          | One Love                |
| 2003 | "U Make Me Wanna"                                         | One Love                |
| 2003 | "Guilty"                                                  | Guilty                  |
| 2003 | "Signed, Sealed, Delivered; I'm Yours"                    | Guilty                  |
| 2004 | "Breathe Easy"                                            | Guilty                  |
| 2004 | "Bubblin'"                                                | Guilty                  |
| 2004 | "You & Me Bubblin'" Feat. Link Up (França)                | Guilty                  |
| 2004 | "A Chi Mi Dice" (Itàlia i França)                         | Guilty                  |
| 2004 | "Curtain Falls" al món i "Quand le rideau tombe" a França | Best Of Blue            |
| 2005 | "Get Down On It" con Lil Kim                              | Best Of Blue            |
| 2006 | "Only Words I Know"                                       | The Platinum Collection |
| 2006 | "Made For Lovin' You"                                     | The Platinum Collection |
| 2011 | "I Can"                                                   | Roulette                |